# جونيور ألفيس (لاعب كرة قدم)
جونيور ألفيس هو لاعب كرة قدم برازيلي، ولد في 20 مارس 1994 في Buritis ‏ في البرازيل. لعب مع جمعية بورتوغيزا الرياضية.

## وصلات خارجية
- الموقع الرسمي
- جونيور ألفيس (لاعب كرة قدم) على موقع قاعدة بيانات كرة القدم.إي يو (الإنجليزية)
- جونيور ألفيس (لاعب كرة قدم) على موقع Soccerway.com (الإنجليزية)